# Flamanville, Manche
Flamanville là một xã thuộc tỉnh Manche trong vùng Normandie tây bắc nước Pháp. Xã này nằm ở khu vực có độ cao trung bình 90 mét trên mực nước biển.
Thị trấn này có nhà máy điện hạt nhân Flamanville, xây dựng từ thập niên 1980 với hai lò phản ứng nước áp suất 1300 MW mỗi lò được đưa vào vận hành lần lượt vào năm 1986 và 1987.